# 东武仕水库
东武仕水库位于中国河北省邯郸市磁县路村营乡东武仕村，是以防洪、城市供水为主，兼有发电、灌溉、旅游、养殖等功能的大（二）型水库。
东武仕水库于1958年1月动工，1959年9月基本建成；1970年4月1日开始扩建，1974年4月竣工；后于1975年、1993年两次加固。
2006年被列为国家水利风景区。